# Iuri Kondratiuk
Iuri Vasilievici Kondratiuk (cu numele adevărat: Oleksandr Ignatovici Șargei, n. 9/21 iunie 1897, Poltava, gubernia Poltava⁠(d), Imperiul Rus – d. 23 februarie 1942, Kaluga, RSFS Rusă, URSS) a fost un matematician și inginer sovietic, unul dintre pionierii cosmismului și vestitorii erei spațiale. În timpul Războiului Civil Rus, a fost nevoit să adopte alt nume, deși nu a comis nicio crimă împotriva poporului sau a țării și nu s-a mai întors niciodată la numele său adevărat, deoarece era o perioadă de represiune stalinistă. Numele său a câștigat recunoaștere mondială numai în perioada de explorare a lunii de către americani.